# 海洋学部
海洋学部（かいようがくぶ）は、海洋学を教育研究するために大学におかれている学部の名称。類似の学部に海事科学部や水産学部がある。
日本では現在のところ東海大学にのみ開設されている。
なお東京海洋大学は、2016年度まで設置されていた学部は海洋科学部（海洋環境学科、海洋生物資源学科、食品生産科学科、海洋政策文化学科）であったが、2017年度に海洋資源環境学部（海洋環境科学科、海洋資源エネルギー学科）海洋生命科学部（海洋生物資源学科、食品生産科学科、海洋政策文化学科）海洋工学部（海事システム工学科、海洋電子機械工学科、流通情報工学科）に改組された。

## 海洋学部系を置く外国大学の一例
- フィジー：南太平洋大学 自然科学･工学･環境学群 海洋学部
- トルコ：イスタンブール工科大学 - 造船海洋工学部（Faculty of Naval Architecture and Ocean Engineering）
- インドネシア：ボゴール農科大学 - 水産海洋学部（Faculty of Fisheries and Marine Science）
- ニューカッスル大学 (イングランド) シンガポール校
- ポーランド：グダニスク大学 - 海洋学及び地理学部（Faculty of Oceanography and Geography）
- ワシントン大学 (ワシントン州)（南キャンパス） - 海洋学部（The School of Oceanography）
- アラスカ大学フェアバンクス校 - 水産・海洋学部（en:College_of_Fisheries_and_Ocean_Sciences）
- テキサスA&M大学 地球科学部海洋学科（Department of Oceanography in the College of Geosciences）